# Mission des Nations Unies pour la stabilisation en Haïti
Die Stabilisierungsmission der Vereinten Nationen in Haiti (französisch Mission des Nations Unies pour la stabilisation en Haïti, MINUSTAH) war eine Friedensmission der Vereinten Nationen in Haiti. Mit der Resolution 1542 vom 30. April 2004 schuf der UN-Sicherheitsrat die Mission nach Kapitel VII der Charta der Vereinten Nationen als Maßnahme gegen die von Haiti ausgehende Bedrohung des Weltfriedens und der internationalen Sicherheit in der Region. MINUSTAH nahm zum 1. Juni 2004 die Arbeit auf. Das Mandat wurde mehrfach verlängert, zuletzt durch Resolution 2350 vom 13. April 2017 bis zum 15. Oktober 2017. Am 15. Oktober 2017 zog die letzte (brasilianische) MINUSTAH-Einheit ab.
Die an die MINUSTAH anschließende Friedensmission der Vereinten Nationen in Haiti ist die Mission der Vereinten Nationen zur Unterstützung der Justiz in Haiti (MINUJUSTH).

## Führung
Das Hauptquartier befand sich bis zu dem Erdbeben im Christopher Hotel in Port-au-Prince. Sonderbeauftragter des UN-Generalsekretärs und Leiter der Mission war Hédi Annabi aus Tunesien. Annabi und sein Erster Stellvertreter Luiz Carlos da Costa aus Brasilien starben in den Trümmern des Gebäudes, wie auch der Leiter der UN-Polizeieinheiten, Doug Coates von der Royal Canadian Mounted Police sowie Dutzende weiterer Mitarbeiter, Soldaten und Polizisten.
Am 14. Januar 2010 entsandte die Führung der UN-Friedenseinsätze in New York den Beigeordneten Generalsekretär für Friedenseinsätze, Edmond Mulet, und den Beigeordneten Generalsekretär für Einsatzunterstützung, Anthony Banbury, um vorübergehend die Führung der Mission zu übernehmen. Die stellvertretende Sondergesandte Kim Bolduc blieb unverletzt und diente weiterhin als humanitäre und entwicklungspolitische Koordinatorin sowie UNDP-Vertreterin.
Kommandeur der MINUSTAH-Blauhelmtruppen war nach dem brasilianischen Generalmajor Floriano Peixoto Vieira Neto seit dem 11. März 2010 der ebenfalls brasilianische Generalmajor Luiz Guilhermo Paul Cruz. Chef der UN-Polizei war Mamadou Mountaga Diallo aus Guinea.

## Einsatzstärke
Eingesetzt waren zu Beginn von MINUSTAH im Jahr 2004 vorerst 6.008 Militärangehörige, rund 1.398 Polizeibeamte und ein ziviler Stab, bestehend aus knapp 550 internationalen Mitarbeitern, rund 150 Freiwilligen der Vereinten Nationen sowie fast 1.000 Ortskräften. Mit der Resolution 1608 vom 22. Juni 2005 wurde die Zahl der Militärs auf 7.500 und die der Polizeiangehörigen auf  knapp 1.900 erhöht. Am 15. August 2006 beschloss der UN-Sicherheitsrat mit der Resolution 1702 rund 50 zusätzliche Polizeibeamte einzusetzen und reduzierte die Anzahl der Militärangehörigen wieder auf 7.200. Ferner wurden 16 Beamte der Mitgliedsstaaten zur Fehlerkorrektur bewilligt. Seit dem 31. Januar 2007 waren insgesamt 8.550 Uniformierte im Einsatz, davon knapp 6.800 Militärs und fast 1.770 Polizeibedienstete. Der zivile Unterstützungsstab bemisst sich auf 432 internationale und 642 ortsansässige zivile Mitarbeiter sowie 166 Freiwillige der Vereinten Nationen.
Nach dem verheerenden Erdbeben in Haiti beschloss der Sicherheitsrat die Aufstockung der Mission um 2.000 Soldaten und 1.500 Polizisten auf einen Gesamtumfang von ca. 12.650 Personen.
186 Missionsangehörige kamen bis zum 30. Juni 2017 im Dienst ums Leben, davon 70 Soldaten, 37 Polizeibeamte sowie 43 internationale, 30 einheimische zivile und ein sonstiger Mitarbeiter. Die meisten von ihnen (101) starben durch das Erdbeben am 12. Januar 2010.

## Internationale Beteiligung

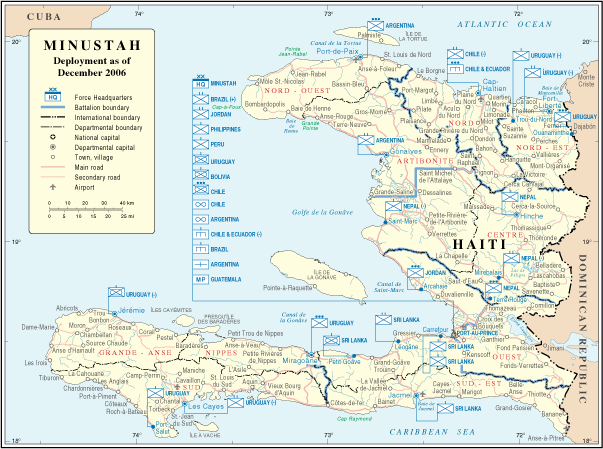
Stationierung von MINUSTAH-UN-Soldaten

Soldaten für die MINUSTAH stellten Argentinien, Bolivien, Brasilien, Chile, Dominikanische Republik, Ecuador, Frankreich, Guatemala, Japan, Jordanien, Kanada, Korea, Nepal, Paraguay, Peru, Philippinen, Sri Lanka, Uruguay und die Vereinigten Staaten.
Polizisten für die MINUSTAH stellten Algerien, Ägypten, Argentinien, Bangladesch, Belgien, Benin, Brasilien, Burkina Faso, Chile, China, Elfenbeinküste, El Salvador, Frankreich, Guinea, Indien, Jamaika, Jemen, Jordanien, Kamerun, Kanada, Kroatien, Kolumbien, Madagaskar, Mali, Mexiko, Nepal, Niger, Nigeria, Oman, Pakistan, Philippinen, Ruanda, Rumänien, Russland, Schweiz, Senegal, Serbien, Spanien, Sri Lanka, Südafrika, Togo, Tschad, Türkei, die Vereinigten Staaten und die Zentralafrikanische Republik.

## Kritik
Die Operation ist in Haiti selbst, aber auch international Gegenstand vehementer Kritik. So benennt ein Bericht des Center of the Study of Human Rights der University of Miami 2004 Hinweise auf gemeinsam von MINUSTAH-Kräften und nationalem Polizeipersonal begangene Überfälle mit Todesopfern. Ähnliche Hinweise hatte Amnesty International anlässlich des Todes eines Demonstranten im Vorfeld der Präsidentschaftswahlen aufgegriffen: Hier wurden Angehörige der MINUSTAH beschuldigt „für den Tod des Mannes verantwortlich zu sein“. Diese bislang ungeklärten Vorgänge erhalten durch die Veröffentlichung von Diplomaten-Depeschen durch wikileaks an Gewicht, die nahelegen, dass USA und Brasilien ein gemeinsames politisches Interesse mit MINUSTAH verfolgt haben. In diesem Zusammenhang erscheint auch der bis heute ungeklärte Tod des ersten militärischen MINUSTAH-Kommandeurs Urano Teixeira da Matta Bacellar, der 2006 erschossen in einem Hotelzimmer aufgefunden wurde, untersuchungsbedürftig. Eingeräumt hat die UN nach langem Zögern, dass die Cholera 2010 durch MINUSTAH-Soldaten nach Haiti eingeschleppt worden war. Eine besonders niederschmetternde Bilanz zieht der von einem breiten Bündnis haitianischer Menschenrechtsorganisationen unter Federführung der Kòdinasyon Nasyonal Ansyen Mawon Viktim Dirèk (KONAMAVID) und der Organization des Femmes Actives de Rivière Canot (OFARC) im März 2016 vorgelegte Bericht an den Menschenrechtsrat der Vereinten Nationen. Der resümiert, dass vor allem „das Risiko von Kindern, Frauen und Mädchen infolge der Präsenz von 5.000 zivilen, militärischen sowie polizeilichen MINUSTAH-Kräften gewachsen ist, Opfer von Ausbeutung und sexueller Gewalt zu werden“.

## Vorausgegangene UN-Missionen in Haiti
- Mission der Vereinten Nationen in Haiti (UNMIH, 1993–1996)
- Unterstützungsmission der Vereinten Nationen in Haiti (UNSMIH, 1996–1997)
- Übergangsmission der Vereinten Nationen in Haiti (UNTMIH, 1997)
- Zivilpolizeimission der Vereinten Nationen in Haiti (MIPONUH, 1997–2000)